# Wincenty Zakrzewski
Wincenty Walenty Ignacy Zakrzewski herbu Pomian (ur. 11 lipca 1844 w Strzemesznie, zm. 12 kwietnia 1918 w Krakowie) – polski historyk, profesor Uniwersytetu Jagiellońskiego.

## Życiorys
Syn Błażeja Walentego Zakrzewskiego (1784-1857, właściciel Strzemeszna) i Marii Piaszczyńskiej. Ochrzczony w Dobrzykowie. Studia zaczął w Petersburgu (1861-62), potem studiował we Wrocławiu i Heidelbergu. Na wieść o wybuchu powstania styczniowego powrócił do kraju i uczestniczył w walkach partyzanckich. Po upadku powstania, powrócił na studia w Heidelbergu, Jenie i Berlinie. Edukację zakończył doktoratem w Lipsku, poświęconym Władysławowi III (1867). W 1870 nostryfikował dyplom we Lwowie, gdzie wykładał jako privatdozent. W 1872 został profesorem zwyczajnym Uniwersytetu Jagiellońskiego, a od 1881 członkiem Akademii Umiejętności. W kadencji 1890/1891 pełnił godność rektora Uniwersytetu Jagiellońskiego, był też członkiem komisji szkolnej Sejmu krajowego; w 1908 odszedł na emeryturę.
W 1909 został odznaczony austriackim Krzyżem Komandorskim Orderu Franciszka Józefa
Badacz dziejów politycznych Polski XVI w. Zapoczątkował nowoczesne studia nad reformacją w Polsce. Działał na polu edytorstwa źródeł historycznych, kierując wspólnie ze Stanisławem Smolką, Ekspedycją Rzymską AU, poszukującą materiałów źródłowych do dziejów polskich w archiwach watykańskich.
W 1873 poślubił Annę, Różę Orzechowską, z którą miał synów Jerzego, Tadeusza, Wacława, Stanisława i Stefana.
Został pochowany w grobowcu rodzinnym na cmentarzu Rakowickim w Krakowie (kwatera 46).

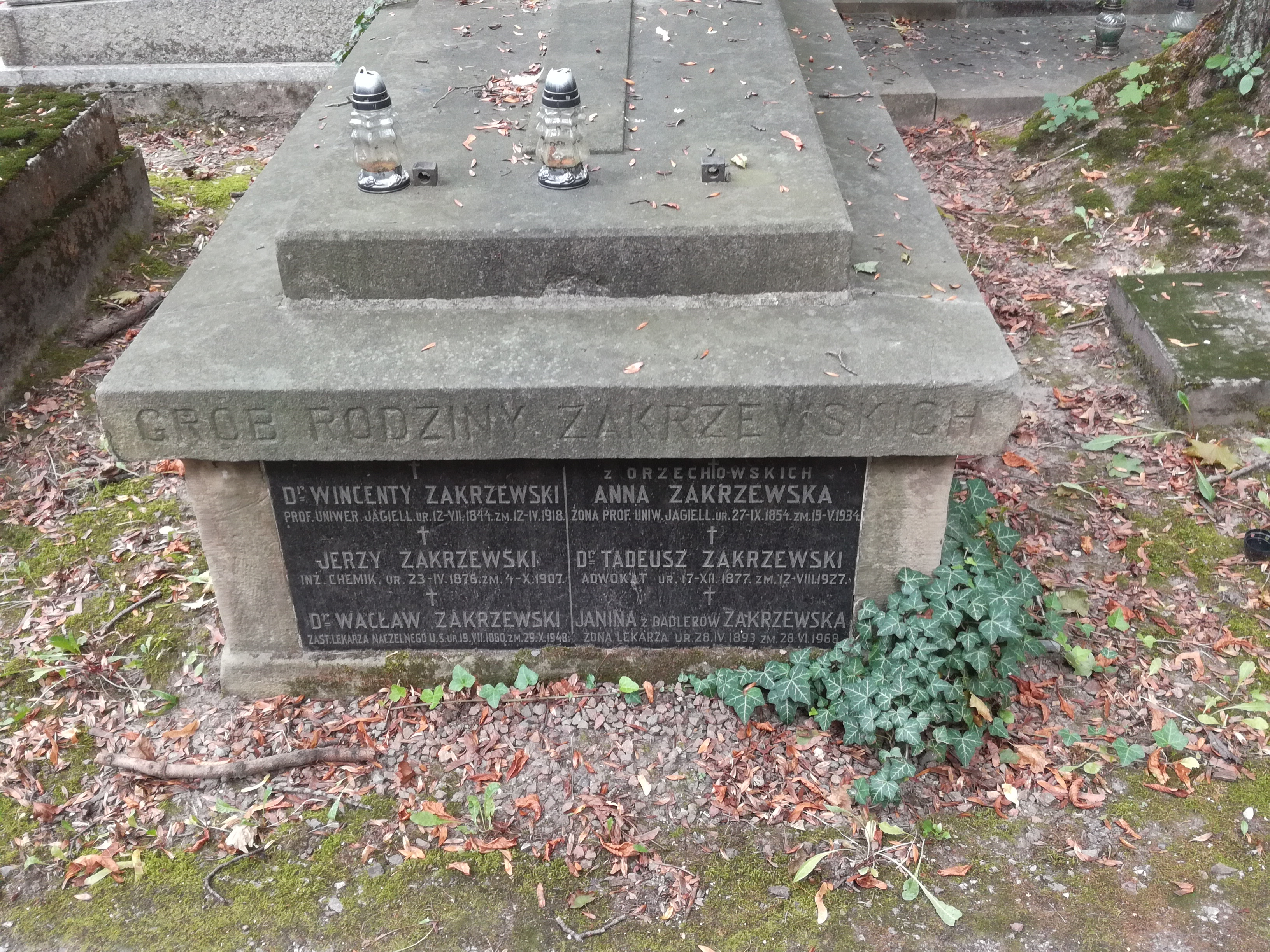
Grób prof. Wincentego Zakrzewskiego na cmentarzu Rakowickim

## Główne prace
- Powstanie i wzrost reformacji w Polsce 1520-1572, Lipsk 1870[3]
- Stosunki Stolicy Apostolskiej z Iwanem Groźnym, Carem i Wielkim Księciem Moskiewskim, Kraków 1872.
- Po ucieczce Henryka, dzieje bezkrólewia 1574-1575, Kraków 1878.[4]
- Stefan Batory, przegląd historii jego panowania i program dalszych nad nią badań, Kraków 1887.[5]
- Historia powszechna na klasy wyższe szkół średnich, tom 1-3, 1891-1903 – efekt zainteresowania edukacją gimnazjalną.
- Stanislai Hosii Epistolae, tom 1-2, 1879-1888 (inicjator i edytor wydawnictwa).
- Historya nowożytna w zarysie, Petersburg 1899[6]

Studya Historyczne ku czci prof. Wincentego Zakrzewskiego wydane przez UJ w 1908 zawierają artykuły jego uczniów i przyjaciół.